# Sandared
Sandared ist ein Ort in der Gemeinde Borås der schwedischen Provinz Västra Götalands län sowie der historischen Provinz (landskap) Västergötland.
Seit 2015 bilden die drei zuvor eigenständigen Ortschaften Sandared, Sjömarken und Viared (mit entsprechend 3160, 2829 und 70 Einwohnern 2010) den Tätort Sandared, Sjömarken och Viared, da sie ein mittlerweile faktisch zusammenhängend bebautes Gebiet bilden, das sich von Ostende des Sees Viaredssjön entlang seinem Nordufer etwa fünf bis zehn Kilometer westlich des Stadtzentrums von Borås erstreckt.
Im Ortsteil Sandared sind die Sportvereine Sandareds IF (Fußball) und Sandareds TK (Tennis) ansässig, in Sjömarken der 1936 gegründete Sjömarkens IF sowie Sjömarkens BTK (Tischtennis).
In den Ortsteilen Sandared und Sjömarken gibt es mehrere Grund- und weiterführende Schulen, ein Schwimmbad sowie jeweils Kindertagesstätten, Sporthallen und Bibliotheken. Am Viaredssjön befinden sich mehrere Badestrände.